# Olljungen
Olljungen är en sjö i Karlskrona kommun i Blekinge och ingår i Lyckebyåns huvudavrinningsområde. Sjön har en area på 0,0852 kvadratkilometer och ligger 65,9 meter över havet. Sjön avvattnas av vattendraget Lyckebyån.

## Delavrinningsområde
Olljungen ingår i det delavrinningsområde (623968-149254) som SMHI kallar för Inloppet i Stora Åsjön. Medelhöjden är 75 meter över havet och ytan är 2,55 kvadratkilometer. Räknas de 39 avrinningsområdena uppströms in blir den ackumulerade arean 707,22 kvadratkilometer. Avrinningsområdets utflöde Lyckebyån mynnar i havet. Avrinningsområdet består mestadels av skog (81 %). Avrinningsområdet har 0,09 kvadratkilometer vattenytor vilket ger det en sjöprocent på 3,3 %.